# Ketevan martyren
Ketevan martyren (georgiska: ქეთევან წამებული, ketevan ts'amebuli) född 1565, död 13 september 1624 i Shiraz i Iran, var drottning av Kungariket Kakheti 1601–1602, som gift med kung David I av Kakheti. Hon var regent för sin minderåriga son Teimuraz I av Kakheti från 1605 till 1614.

## Biografi
Ketevan gifte sig med David I år 1581. Hennes make avsatte sin far och erövrade tronen 1601. Hennes make avled efter ett års regeringstid, och tronen återtogs då av hans far Alexander II av Kakheti.
År 1605 mördades hennes svärfar Alexander II av hennes svåger Konstantin I. Ketevan samlade då oppositionen i ett uppror mot svågern till förmån för sin då ännu minderåriga son, den sextonåriga Teimuraz. Ketevans uppror var framgångsrikt då hennes svåger dog i fält mot hennes armé, och hon lät uppsätta sin son på tronen med sig själv som regent fram till hans myndighetsdag. 
Ketevan sändes 1614 av sin då vuxne son som gisslan till Shah Abbas av Persien för att förhindra en attack på Kachetien. Hon hölls i flera år som fånge i Shiraz. År 1624, som hämnd mot hennes sons fientlighet mot shahen, gav Shah Abbas order om att Ketevan skulle övergå till islam. När hon vägrade, gav han order om att hon skulle torteras till döds. Hon blev sedan vördad som helgon av ortodoxa kyrkan.